# Mercury City Tower
La Mercury City Tower (in russo Меркурий Сити Тауэр?, Merkurij Citi Tauėr) è il quinto grattacielo più alto della Russia, ha guadagnato il suo primato alla fine del 2012, è alto 339 metri e supera lo Shard London Bridge di Londra di 22 metri.

## Descrizione

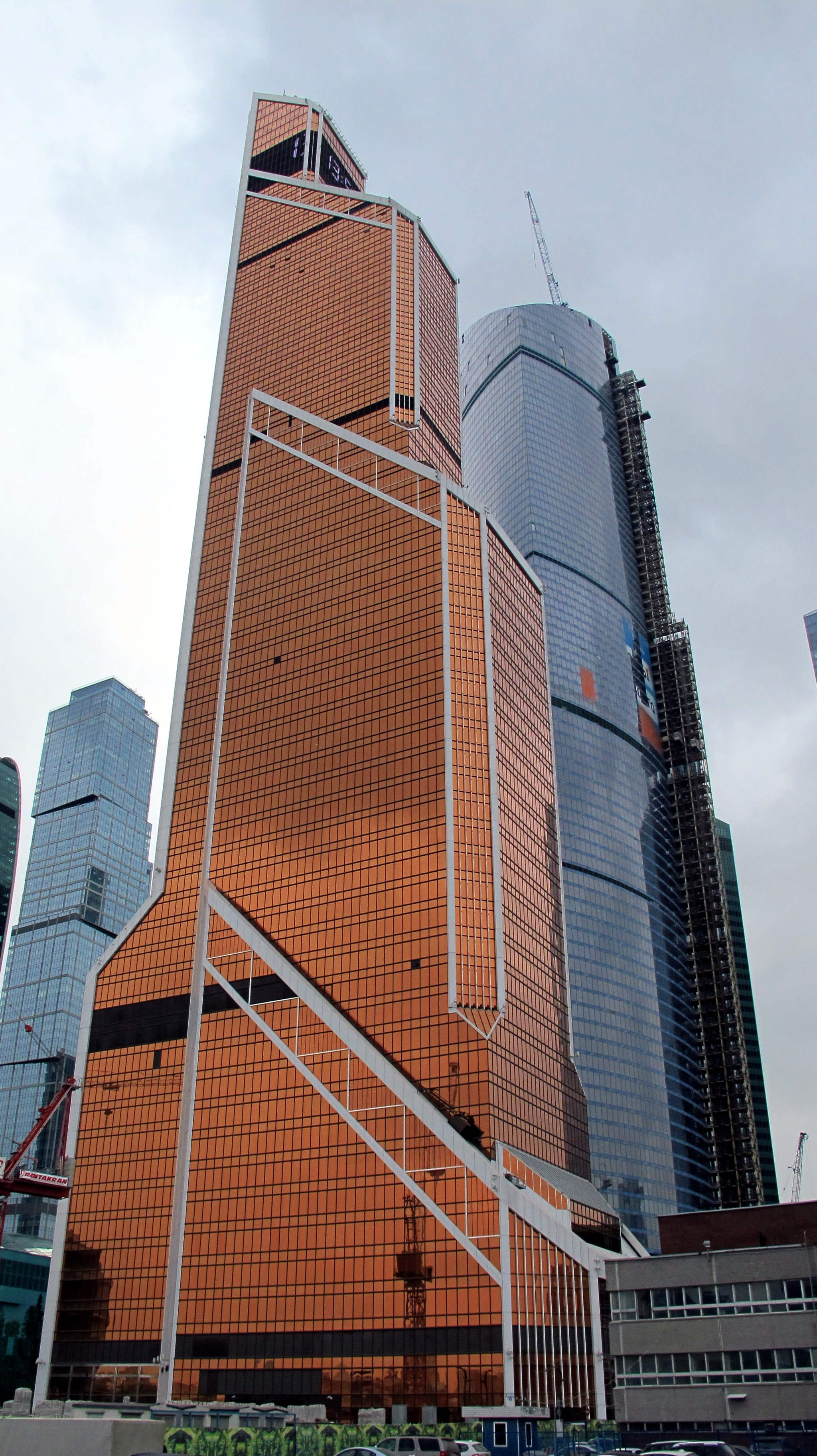
Grattacielo visto dal basso

La torre dispone di circa 90.000 m² di uffici e 20.000 m² di appartamenti.
Si trova nel Centro internazionale di affari di Mosca, in Russia. La costruzione è iniziata nel 2005, era inizialmente pensata per essere alta 335 metri con 70 piani più 5 interrati, ma nel 2012 a pochi mesi dal completamento l'altezza è stata modificata a 339 metri con 75 piani più 5 interrati. È più alto dello Shard di Renzo Piano che aveva ottenuto il record solo nell'estate 2012 battendo la Torre 1 del complesso della Città delle Capitali (alta 301 metri) sempre a Mosca. Il suo primato di grattacielo più alto della Russia verrà battuto con il completamento della Federation Tower (509 metri) anch'essa situata a Mosca, previsto per il 2016.

## Costruzione
A partire da maggio 2011, con il completamento del 53º piano, lo sviluppatore annunciò che la Mercury City Tower aveva raggiunto i 230 m sopra il livello del terreno, con oltre la metà delle pareti esterne ricoperte di rivestimento in rame colorato. Il 17 gennaio 2012 la costruzione superò l'altezza di 301,6 m delle torri della Città delle Capitali. Il 25 luglio 2012, il 75º piano era in costruzione. La torre inizialmente doveva essere completata verso la fine del 2012.
La torre ha raggiunto la sua massima altezza il 1º novembre 2012 ed è stata inaugurata nel primo trimestre del 2013.